# Mazlum Kobane
Mazlum Kobane Abdi es el comandante de las Fuerzas Democráticas Sirias que lucha contra el Estado Islámico y otras facciones de la oposición armada en Siria. 
Según él, es comandante de 70.000 combatientes. De acuerdo a la CBS y también Reuters Kobane da muy pocas entrevistas. No da entrevistas especialmente por su temor a ser asesinado.
Al-Monitor informó que también estaría disponible para una eventual carrera política. También declaró que estaba abierto a trabajar junto con el gobierno sirio dentro de un sistema federal que incluya la existente Administración Autónoma del Norte y Este de Siria (nombre actual de la entidad política). El general Kobane construyó su ejército en Siria con granjeros, obreros y estudiantes. Los miembros de una minoría étnica conocida como los kurdos dominan la milicia. Durante décadas en Siria, los kurdos fueron tratados como ciudadanos de segunda clase, pero se han transformado en una fuerza de lucha disciplinada y tenaz.